# لاجوس فيشر
لاجوس فيشر (بالمجرية: Fischer Lajos)‏ (و. 1902 – 1978 م) هو لاعب كرة قدم، من المجر، ولد في المجر، يلعب كحارس مرمى، توفي في المجر، عن عمر يناهز 76 عاماً.